# Erythrus apiculatus
Erythrus apiculatus är en skalbaggsart som beskrevs av Francis Polkinghorne Pascoe 1866. Erythrus apiculatus ingår i släktet Erythrus och familjen långhorningar. Inga underarter finns listade i Catalogue of Life.